# جيف بيزوس
جيفري بريستون بيزوس (بالإنجليزية: Jeffrey Preston Bezos) (وُلد باسم جورغنسن؛ في 12 يناير 1964)، هو رجل أعمال أمريكي، يُعرف بصفته مؤسس ورئيس مجلس الإدارة التنفيذي والرئيس والمدير التنفيذي السابق لشركة أمازون، وهي أكبر شركة للتجارة الإلكترونية والحوسبة السحابية في العالم. بلغ صافي ثروة بيزوس في مايو 2025 وفقًا لمجلة فوربس نحو 220.9 مليار دولار أمريكي، ما يجعله ثالث أغنى شخص في العالم. وكان أغنى شخص في العالم بين عامي 2017 و2021، بحسب كل من فوربس ومؤشر بلومبيرغ للمليارديرات.
وُلد بيزوس في مدينة ألباكركي بولاية نيو مكسيكو، ونشأ في مدينتي هيوستن وميامي. تخرّج من جامعة برينستون عام 1986 بدرجتي بكالوريوس في الهندسة الكهربائية وعلوم الحاسوب. عمل في وول ستريت في عدد من المجالات المالية ذات الصلة بين عامي 1986 وبداية 1994. أسّس بيزوس شركة أمازون في منتصف عام 1994 خلال رحلة بالسيارة من مدينة نيويورك إلى سياتل. بدأت الشركة كمتجر إلكتروني للكتب، ثم توسعت لتشمل مجموعة واسعة من المنتجات والخدمات الإلكترونية الأخرى، بما في ذلك بث الفيديو والصوت، والحوسبة السحابية، والذكاء الاصطناعي. وتُعد اليوم أكبر شركة بيع عبر الإنترنت في العالم، وأكبر شركة إنترنت من حيث الإيرادات، وأكبر مزوّد للمساعدين الافتراضيين وخدمات البنية التحتية السحابية من خلال فرعها "خدمات الويب من أمازون" (Amazon Web Services).
أسّس بيزوس أيضًا شركة بلو أوريجن، وهي شركة تصنيع فضائي ومزودة لخدمات الرحلات الفضائية دون المدارية، وذلك في عام 2000. وفي عام 2015، وصلت مركبة "نيو شيبرد" التابعة للشركة الفضاء، ثم عادت بنجاح إلى الأرض؛ وقد سافر بيزوس نفسه إلى الفضاء على متن الرحلة "بلو أوريجن NS-16" عام 2021. كما اشترى صحيفة واشنطن بوست الأمريكية الكبرى عام 2013 مقابل 250 مليون دولار، ويدير العديد من الاستثمارات الأخرى من خلال شركة رأس المال الاستثماري الخاصة به "بيزوس إكسبيديشنز". وفي سبتمبر 2021، شارك في تأسيس شركة ألتوس لابز مع مؤسس ميل.رو الروسي، يوري ميلنر.
يُعد بيزوس أول شخص تتجاوز ثروته 100 مليار دولار على مؤشر فوربس اللحظي للمليارديرات، وثاني شخص يحقق هذا الإنجاز بعد بيل غيتس في عام 1999. وقد وصفته فوربس في يوليو 2018 بأنه "أغنى رجل في التاريخ الحديث"، بعد أن بلغت ثروته آنذاك 150 مليار دولار. وفي أغسطس 2020، تجاوزت ثروته 200 مليار دولار. وفي 5 يوليو 2021، تنحّى بيزوس عن منصبي الرئيس التنفيذي ورئيس الشركة في أمازون، وتسلّم منصب رئيس مجلس الإدارة التنفيذي. وقد خلفه في المنصبين آندي جاسي، الذي كان يشغل منصب المدير التنفيذي لقسم خدمات الويب في أمازون.

## حياته المبكرة وتعليمه
وُلد جيفري بريستون بيزوس في 12 يناير 1964 بمدينة ألباكركي في ولاية نيو مكسيكو، وكان اسمه عند الولادة جيفري بريستون جورغنسن. أنجبته والدته جاكلين غيس حين كانت لا تزال طالبة في المدرسة الثانوية بعمر 17 عامًا، بينما كان والده تيد جورغنسن يبلغ 19 عامًا. كان تيد أمريكيًا من أصول دنماركية، وعمل كعارض بالعجلة الأحادية، وُلد في شيكاغو لعائلة معتنقة للمذهب المعمداني.

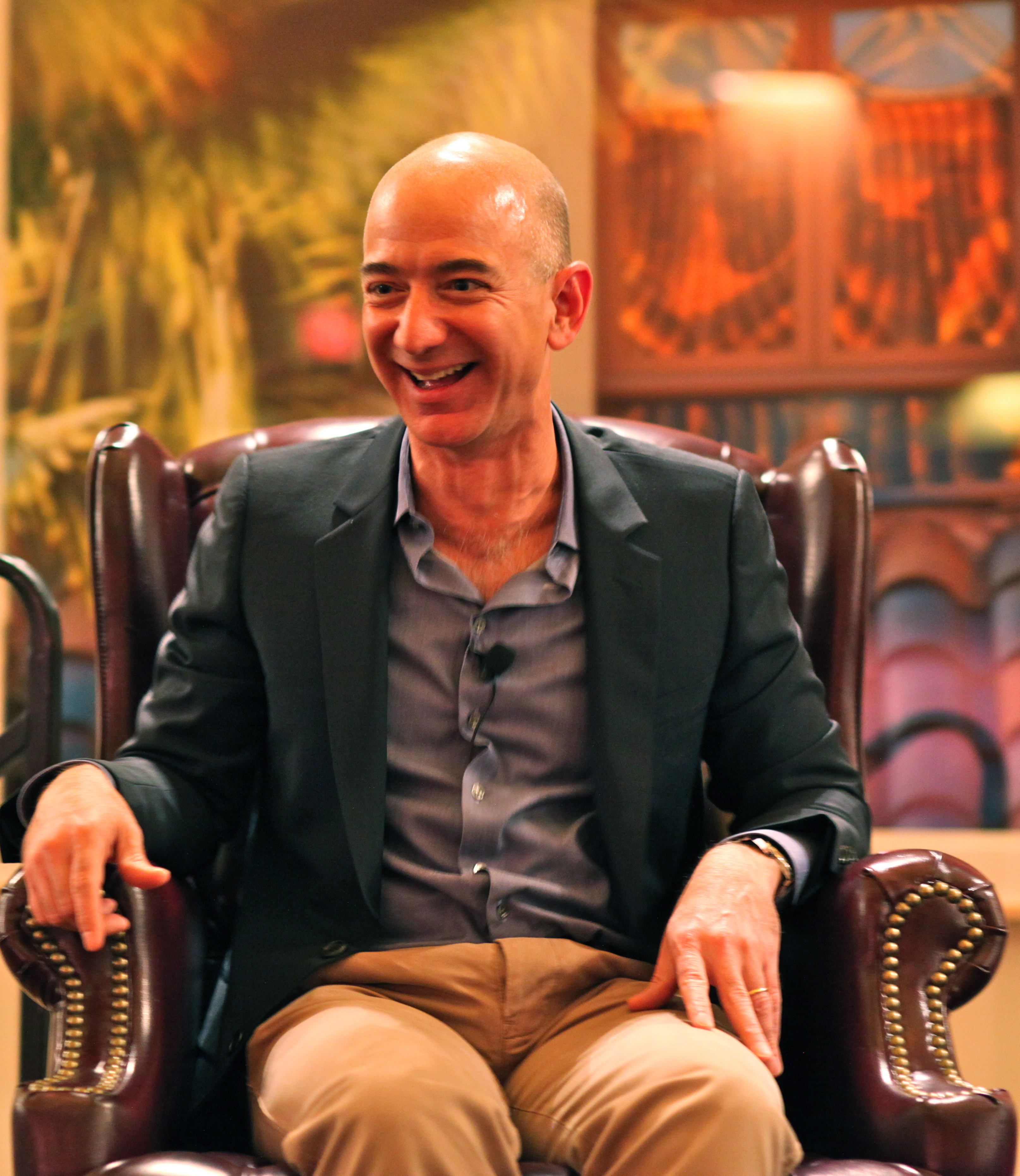
بيزوس عام 2010

أكملت جاكلين تعليمها الثانوي رغم ظروفها الصعبة، ثم التحقت بالتعليم الليلي وكانت تصطحب معها طفلها الصغير. التحق جيف بمدرسة مونتيسوري في ألباكركي عندما كان في الثانية من عمره.
عانى والده من مشاكل مالية وإدمان الكحول، ما دفع والدته إلى الانفصال عنه عندما كان جيف لا يزال رضيعًا، وتقدمت بطلب الطلاق في يونيو 1965. وفي أبريل 1968، تزوجت جاكلين من ميغيل "مايك" بيزوس، وهو مهاجر كوبي، وسرعان ما تبنّى الطفل جيف قانونيًا، ليتحول اسمه العائلي رسميًا إلى "بيزوس". بعد الزواج، غادرت الأسرة المنطقة وطلبت من تيد الانقطاع عن التواصل مع ابنه، وهو ما قبله.
لاحقًا، انتقلت العائلة إلى هيوستن، تكساس، بعد أن حصل مايك على شهادته الجامعية وبدأ العمل كمهندس في شركة إكسون. هناك، التحق جيف بمدرسة "ريفر أوكس" الابتدائية من الصف الرابع وحتى السادس. أما جده لأمه، لورنس بريستون غيس، فكان يشغل منصب مدير إقليمي في هيئة الطاقة الذرية الأمريكية في ألباكركي.
بعد تقاعده المبكر، انتقل لورنس إلى مزرعة العائلة بالقرب من مدينة كوتولا في تكساس، حيث كان جيف يقضي جزءًا من عطل الصيف خلال طفولته. وقد اشترى لاحقًا تلك المزرعة ووسّعها من 25 ألف فدان إلى نحو 300 ألف فدان. أظهر جيف منذ صغره ميولًا علمية ومهارات تقنية واضحة، حتى أنه اخترع جرس إنذار كهربائيًا ليمنع إخوته غير الأشقاء من دخول غرفته.
لاحقًا، انتقلت العائلة إلى ميامي بولاية فلوريدا، وهناك التحق جيف بمدرسة "ميامي بالمّيتو" الثانوية. خلال فترة دراسته، عمل صباحًا في مطاعم ماكدونالدز كطباخ متخصص في الوجبات السريعة.
شارك بيزوس في برنامج تدريب طلاب العلوم في جامعة فلوريدا، وتخرج من الثانوية وهو الأول على صفه، كما حصل على منحة "الجدارة الوطنية"، ونال جائزة "فارس الفضة" عام 1982. وخلال خطاب تخرجه، تحدث عن طموحه في أن يستعمر الإنسان الفضاء، ونُقل عنه قوله إنه يتمنى "نقل البشر من الأرض وتحويلها إلى متنزه وطني ضخم".
التحق بيزوس بعد ذلك بـجامعة برينستون، حيث بدأ بدراسة الفيزياء، لكنه غيّر تخصصه لاحقًا إلى الهندسة الكهربائية وعلوم الحاسوب. في محاضرة عام 2018، روى بيزوس أنه تخلّى عن حلمه بأن يصبح فيزيائيًا نظريًا بعد أن عجز عن حل مسألة رياضية تفوق عليه فيها زميله ياسانثا راجاكاروناناياكي.
كان جيف عضوًا في نادي كوادرانغل، أحد نوادي الطعام الطلابية في برينستون، وترأس فرع الجامعة لجمعية "الطلاب لاستكشاف وتطوير الفضاء". حصل على معدل تراكمي 4.2، وانتُخب لعضوية جمعيتي الشرف فاي بيتا كابا وتاو بيتا باي. تخرج من جامعة برينستون عام 1986 بدرجة بكالوريوس العلوم في الهندسة مع مرتبة الشرف العليا.

## المسيرة المهنية

### البداية
تلقّى جيف بيزوس عروض عمل من عدة شركات مرموقة بعد تخرجه من الجامعة عام 1986، من بينها إنتل، ومختبرات بيل، وأندرسن للاستشارات. بدأ حياته المهنية في شركة ناشئة تُعنى بالتكنولوجيا المالية والاتصالات تُدعى فيتيل (Fitel)، حيث كُلّف ببناء شبكة لتسهيل التجارة الدولية. وخلال فترة وجيزة، تمت ترقيته ليشغل منصبي رئيس قسم التطوير ومدير خدمة العملاء.
لاحقًا، انتقل بيزوس إلى القطاع المصرفي، حيث عمل كمدير للمنتجات في شركة بانكرز ترَست من عام 1988 حتى 1990. ثم التحق بشركة التحوّط المالية الناشئة دي. إي. شو آند كو التي كانت تركّز على النمذجة الرياضية المتقدمة. وخلال فترة عمله من 1990 إلى 1994، ترقّى بسرعة ليُصبح نائب الرئيس الأول الرابع في الشركة، وذلك قبل أن يبلغ الثلاثين من عمره.

### تأسيس أمازون وتوسعها
في ربيع عام 1994، قرأ جيف بيزوس أن استخدام الإنترنت ينمو بمعدل سنوي قدره 2300%، وهو ما دفعه إلى اتخاذ قرار بإنشاء متجر إلكتروني لبيع الكتب. ترك بيزوس وزوجته آنذاك ماكنزي سكوت وظيفتيهما في شركة دي. إي. شو، وأسّسا شركة أمازون في كراج مؤجّر بمدينة بلفيو بولاية واشنطن، في 5 يوليو 1994، بعد أن كتبا خطة العمل خلال رحلة بالسيارة من نيويورك إلى سياتل.
كان بيزوس يقود المشروع بينما أدّت ماكنزي دورًا محوريًا في العمليات اليومية، فكانت تكتب الشيكات، وتدير السجلات المالية، وتتولى التفاوض على أولى عقود الشحن للشركة. وقبل أن يستقر في سياتل، درس بيزوس إمكانية تأسيس شركته داخل محمية هندية قرب سان فرانسيسكو بهدف تجنّب دفع الضرائب.
أطلق بيزوس في البداية اسم "كادابرا" على مشروعه الجديد، لكنه غيّره لاحقًا إلى "أمازون"، نسبة إلى نهر الأمازون في أمريكا الجنوبية. اختار هذا الاسم جزئيًا لأنه يبدأ بحرف "A"، مما يضمن ظهوره في مقدمة القوائم الأبجدية لمواقع الويب حين يبحث الزبائن عن المنتجات. كما رأى في اسم النهر الأكبر في العالم رمزًا لطموحه في إنشاء أكبر متجر إلكتروني لبيع الكتب.
استثمر والدا بيزوس نحو 300 ألف دولار في أمازون في مراحلها الأولى. وكان بيزوس قد حذّر المستثمرين الأوائل من أن هناك احتمالًا بنسبة 70% أن المشروع سيفشل أو يتعرض للإفلاس. وعلى الرغم من أن أمازون بدأت كمتجر إلكتروني لبيع الكتب، فإن بيزوس كان يخطط منذ البداية لتوسيع نطاق المنتجات.
وبعد ثلاث سنوات من التأسيس، أطلق بيزوس الاكتتاب العام الأولي للشركة. ورغم التقارير النقدية من مجلات مثل فورتشن وبارونز، أصرّ بيزوس على أن نمو الإنترنت سيتفوّق على المنافسة من متاجر الكتب الكبرى مثل بوردرز وبارنز آند نوبل.
في عام 1998، بدأ بيزوس بتوسيع نشاط الشركة ليشمل بيع الموسيقى والفيديو عبر الإنترنت، ثم سرعان ما وسّع المنتجات لتشمل مجموعة واسعة من السلع الاستهلاكية. واستخدم مبلغ 54 مليون دولار الذي جُمِع خلال الطرح العام في عام 1997 للاستحواذ على شركات منافسة أصغر. من بين هذه الاستحواذات شراءه لحصة أغلبية في شركة pets.com عام 1999، واستثمار 60 مليون دولار في شركة kozmo.com، وهما مشروعان فشلا لاحقًا بعد انفجار فقاعة الإنترنت في عام 2000.

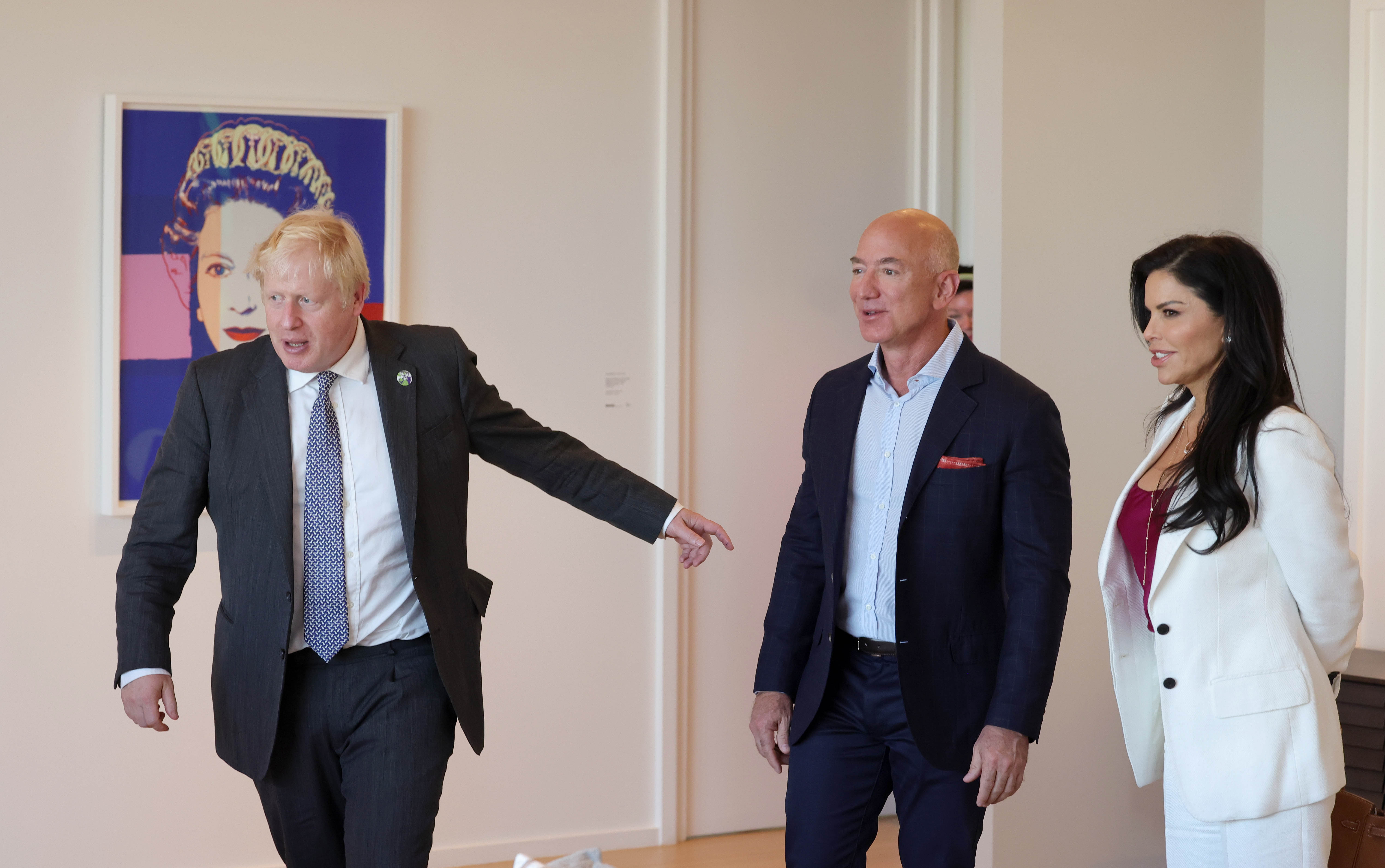
رئيس الوزراء بوريس جونسون يلتقي بجيف بيزوس، على هامش اجتماعات الجمعية العامة للأمم المتحدة في نيويورك (2021).

ومع نهاية عام 2000، اقترض بيزوس نحو 2 مليار دولار من البنوك بعدما تراجعت السيولة النقدية للشركة إلى 350 مليون دولار فقط. ومع ذلك، استمرت أمازون في التوسع رغم الخسائر، وأطلق بيزوس في عام 2002 خدمة أمازون ويب سيرفيسز (Amazon Web Services) التي بدأت بجمع البيانات من قنوات الطقس وحركة زيارات المواقع الإلكترونية.
لكن في وقت لاحق من العام نفسه، توقفت الإيرادات عن النمو، واقتربت الشركة من الإفلاس، ما اضطر بيزوس إلى إغلاق عدد من مراكز التوزيع وتسريح نحو 14% من القوة العاملة في أمازون. غير أن الشركة تعافت في عام 2003، وحققت أرباحًا قدرها 35 مليون دولار، معلنة بذلك أولى علامات الاستقرار المالي بعد سنوات من التحديات.
في نوفمبر 2007، أطلق جيف بيزوس جهاز كيندل من أمازون، وهو قارئ إلكتروني صُمّم ليمنح تجربة قراءة غامرة تُشبه حالة "الاندماج الكامل" التي يعيشها اللاعبون في ألعاب الفيديو، بحسب ما ورد في تقرير لمجلة تايم عام 2008.
وفي عام 2013، وقّع بيزوس نيابة عن قسم خدمات الويب في أمازون (Amazon Web Services) عقدًا بقيمة 600 مليون دولار مع وكالة الاستخبارات المركزية الأمريكية (CIA). وفي أكتوبر من العام نفسه، أصبحت أمازون رسميًا أكبر متجر تجزئة إلكتروني في العالم.

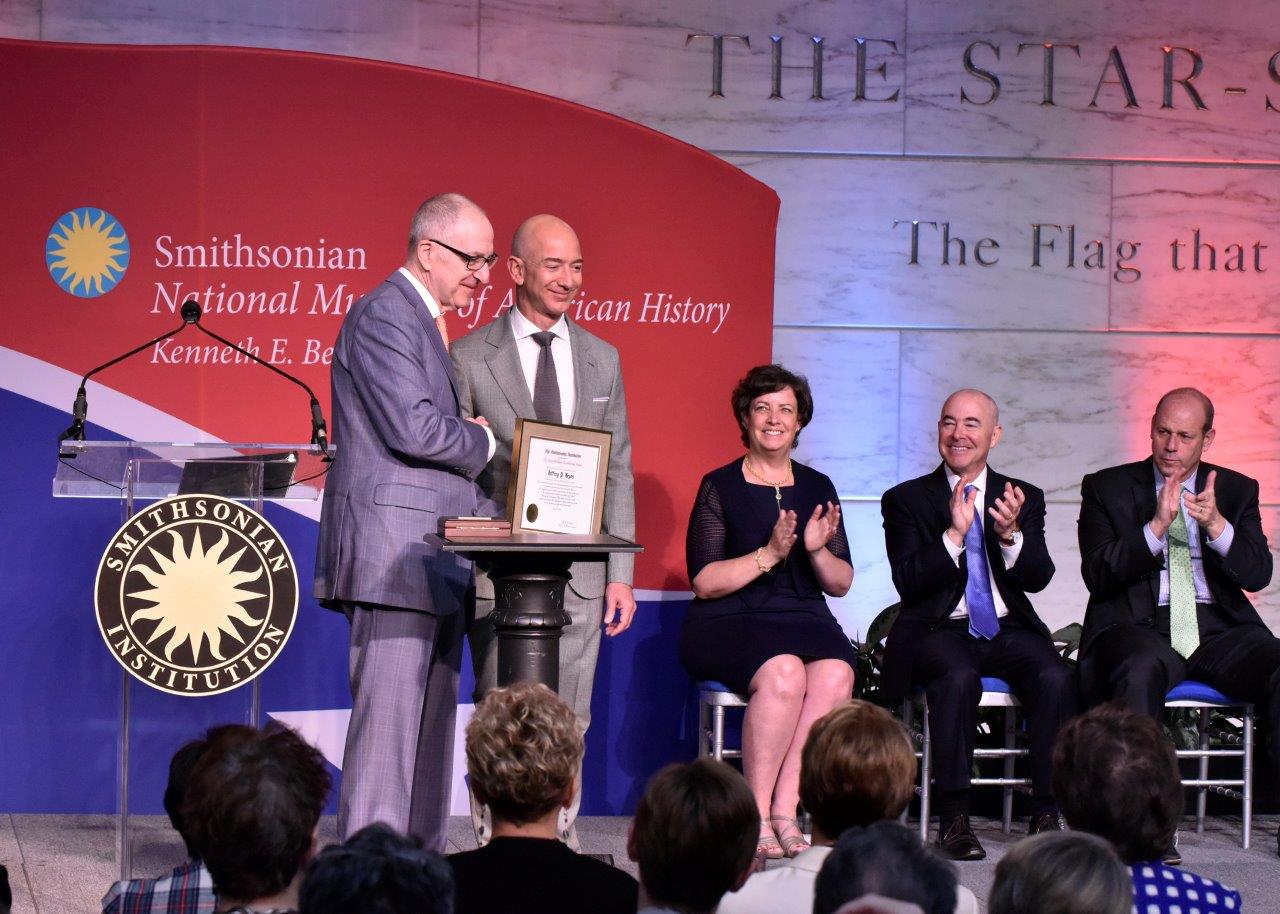
تكريم جيف بيزوس بميدالية جيمس سميثسون المئوية الثانية في حفل تجنيس ل 20 مواطن أمريكي أقيم في المتحف الوطني للتاريخ الأمريكي التابع لمؤسسة سميثسونيان في واشنطن العاصمة. (2016)

في مايو 2016، باع بيزوس أكثر من مليون سهم من حصته في أمازون مقابل 671 مليون دولار، وهي أكبر عملية بيع لأسهمه حتى ذلك الوقت. ثم باع في 4 أغسطس من العام ذاته مليون سهم آخر مقابل 756.7 مليون دولار. وفي عام 2017، أضافت الشركة نحو 130,000 موظف جديد في مراكز التوزيع ضمن توسع كبير في التوظيف. وبحلول 19 يناير 2018، كانت قيمة أسهمه في أمازون قد تجاوزت 109 مليارات دولار، وبدأ في بيع جزء منها لتمويل مشاريعه الأخرى، وعلى رأسها بلو أوريجن.
ظهر بيزوس في إعلان أمازون خلال السوبر بول في 29 يناير 2018، وفي 1 فبراير من العام نفسه، أعلنت أمازون عن أرباح فصلية قياسية بلغت 2 مليار دولار. وبسبب تنامي نفوذ شركة علي بابا في الصين، أعرب بيزوس مرارًا عن اهتمامه بالتوسع في السوق الهندية. وفي 27 يوليو 2017، أصبح مؤقتًا أغنى رجل في العالم، متجاوزًا بيل غيتس، حين ارتفعت ثروته إلى أكثر من 90 مليار دولار. ثم تجاوز حاجز 100 مليار دولار في 24 نوفمبر 2017، وأعلنت فوربس رسميًا في 6 مارس 2018 أنه أغنى شخص في العالم بثروة بلغت 112 مليار دولار.
وفي مارس 2018، أرسل بيزوس كبير نواب رئيس أمازون، أميت أغاروال، إلى الهند برأس مال قدره 5.5 مليار دولار لتوسيع سلسلة التوريد وتكييف العمليات مع السوق المحلية. لكن في الشهر نفسه، اتّهمه الرئيس الأمريكي آنذاك دونالد ترامب بتجنب دفع ضرائب المبيعات، واستغلال خدمة البريد، وممارسة سياسات احتكارية. ونتيجة لهذه التصريحات، تراجعت أسهم أمازون بنسبة 9%، ما أدى إلى انخفاض ثروة بيزوس بنحو 10.7 مليار دولار. لكن ثروته عادت إلى الارتفاع لاحقًا بعدما أظهرت تقارير أكاديمية من جامعة ستانفورد أن قدرة ترامب على التأثير التنظيمي على أمازون كانت محدودة.

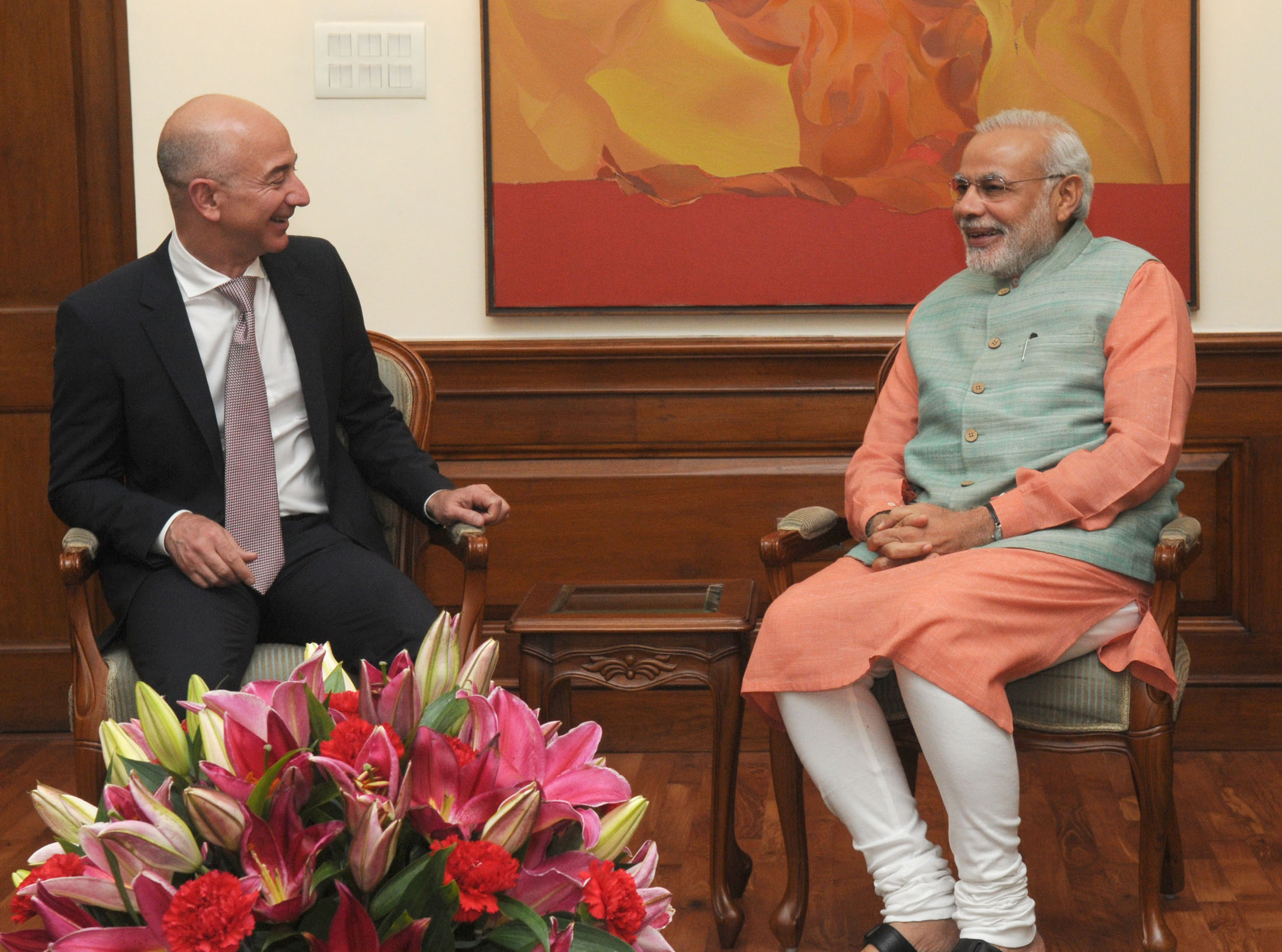
جيف بيزوس مع رئيس الوزراء الهندي ناريندرا مودي. 2014

في يوليو 2018، طالب عدد من أعضاء الكونغرس بيزوس بتوضيح استخدامات برنامج "ريكوجنيشن" للتعرف على الوجوه الذي طوّرته أمازون. وفي سبتمبر من العام نفسه، تصاعدت الانتقادات الموجهة إلى أمازون حين قدّم السيناتور بيرني ساندرز مشروع قانون بعنوان "أوقف الدعم عن أرباب العمل السيئين"، متهمًا الشركة بالحصول على دعم غير مباشر من الحكومة، بعد أن كشفت منظمة غير ربحية أن ثلث موظفي أمازون في ولاية أريزونا، ونسبة كبيرة في بنسلفانيا وأوهايو، يعتمدون على قسائم الغذاء.
وخلال تحضيره لتقديم القانون، صرّح ساندرز:
"بدلًا من محاولة الذهاب إلى المريخ أو القمر، ماذا لو دفع جيف بيزوس أجورًا معيشية لموظفيه؟"
وأضاف لاحقًا:
"بإمكان بيزوس أن يكون قدوة حقيقية. إذا أعلن اليوم أن جميع العاملين في أمازون سيتقاضون أجرًا يكفل لهم حياة كريمة، فإن ذلك سيرسل رسالة إلى كل الشركات الأمريكية."
ردّت أمازون بأن متوسط الأجر الذي يبلغ 28,446 دولارًا سنويًا يتضمّن العمال بدوام جزئي، وأشارت إلى أنها وفّرت 130,000 وظيفة في عام 2017. لكن ساندرز انتقد التركيز المتزايد على العمل الجزئي كوسيلة للتهرّب من التزامات الرعاية. وفي 2 أكتوبر 2018، أعلن بيزوس عن زيادة في الحد الأدنى للأجور في الشركة، ليصل إلى 15 دولارًا في الساعة، وهو قرار رحّب به ساندرز واعتُبر دعمًا غير مباشر لحركة "نضال من أجل 15 دولارًا" (Fight for $15).
في فبراير 2021، أعلن بيزوس أنه سيتنحى عن منصب الرئيس التنفيذي لأمازون خلال الربع الثالث من العام، ليشغل منصب رئيس مجلس الإدارة التنفيذي. وقد خلفه في قيادة الشركة آندي جاسي. وفي 2 فبراير 2021، أرسل بيزوس رسالة بريد إلكتروني إلى موظفي أمازون قال فيها إن هذا الانتقال سيوفر له الوقت والطاقة للتركيز على مشاريعه الأخرى، مثل صندوق اليوم الأول ، وصندوق بيزوس للأرض، وبلو أوريجن، وواشنطن بوست، إلى جانب "شغفه الآخر".
وفي فبراير 2024، باع بيزوس 24 مليون سهم من أمازون بقيمة إجمالية بلغت 4 مليارات دولار، وأعلن عزمه بيع 50 مليون سهم إضافي خلال العام التالي. وفي مقابلة أجراها خلال قمة DealBook في ديسمبر 2024، صرّح بيزوس أنه يكرّس 95% من وقته حاليًا لمبادرات الذكاء الاصطناعي في أمازون.

### صحيفة واشنطن بوست
في 5 أغسطس 2013، أعلن جيف بيزوس عن استحواذه على صحيفة واشنطن بوست مقابل 250 مليون دولار نقدًا، وذلك بناءً على اقتراح من صديقه دون غراهام، أحد أفراد العائلة المالكة السابقة للصحيفة. ولتنفيذ عملية الشراء، أنشأ بيزوس شركة محدودة المسؤولية باسم ناش القابضة لتكون بمثابة الكيان المالك للصحيفة.
أُنجزت صفقة البيع في 1 أكتوبر 2013، حيث انتقلت السيطرة الكاملة إلى شركة ناش هولدينغز. وفي مارس 2014، أجرى بيزوس أول تغيير كبير في الصحيفة من خلال إلغاء الحاجز المدفوع (paywall) على موقعها الإلكتروني لقرّاء عدد من الصحف المحلية الأمريكية في ولايات تكساس وهاواي ومينيسوتا، ما أتاح الوصول المجاني لمحتوى الصحيفة لهؤلاء المشتركين.
وفي يناير 2016، بدأ بيزوس مشروعًا لتحويل واشنطن بوست من صحيفة تقليدية إلى شركة إعلامية وتقنية متكاملة، عبر إعادة بناء بنيتها الرقمية، وتطوير منصاتها المخصصة للهواتف المحمولة، وبرمجيات تحليل البيانات. وقد شهدت الصحيفة قفزة كبيرة في عدد قرّائها عبر الإنترنت خلال عام 2016، مما جعلها تحقق الأرباح لأول مرة منذ استحواذ بيزوس عليها.
ومع ذلك، تعرّضت ملكية بيزوس للصحيفة لانتقادات ومراجعات متكررة، لا سيما بشأن معاملة الموظفين داخل المؤسسة، بالإضافة إلى الجدل الدائر حول تأثيره على الخط التحريري ومحتوى الصفحات الافتتاحية، خصوصًا في ما يتعلق بتدخلاته المزعومة في الخطاب التحريري خلال عامي 2024–2025.

### شركة ألتوس لابز
في شهر سبتمبر من عام 2021، شارك جيف بيزوس في تأسيس شركة ألتوس لابز، إلى جانب يوري ميلنر، مؤسس منصة Mail.ru. وتُعد ألتوس لابز شركة بيوتكنولوجيا ممولة بسخاء، تُعنى بالاستفادة من تقنية إعادة برمجة الخلايا بهدف تطوير علاجات تُعزز طول العمر وتجدد الأنسجة البشرية.
استقطبت الشركة نخبة من أبرز العلماء في هذا المجال، من بينهم:
- خوان كارلوس إيزبيسوا بيلمونتي، المعروف بأبحاثه حول استعادة الشباب عبر تقنيات إعادة البرمجة الخلوية،
- ستيف هورفاث، الرائد في تطوير "ساعات الشيخوخة اللاجينية" التي تقيس التقدم البيولوجي في العمر،
- شينيا ياماناكا، الحائز على جائزة نوبل ومبتكر تقنية إعادة برمجة الخلايا الجذعية في الثدييات.

خرجت شركة ألتوس لابز من مرحلة العمل السري وأُعلن عن انطلاقتها الرسمية في 19 يناير 2022، برأسمال أولي بلغ 3 مليارات دولار، تحت قيادة فريق تنفيذي ترأسه هال بارون.

## الانتقادات الموجّهة إلى جيف بيزوس
يُعرف جيف بيزوس بخلق بيئة عمل تنافسية وعدائية داخل شركة أمازون، وقد وُجّهت إليه انتقادات بسبب إهانته اللفظية وتعنيفه المعنوي لبعض الموظفين. وكما كشف الصحفي براد ستون في كتابه كل شيء عن المتجر (The Everything Store)، فقد خاطب بيزوس موظفيه بعبارات مثل:
- «هل تناولتُ حبوبا تجعلني غبيًا اليوم؟»،
- «هل أنت كسول أم أنك ببساطة غير كفؤ؟»،
- «لماذا تُدمر حياتي؟»

كما أُفيد بأنه كان يُشجّع فرق العمل في أمازون على التنافس فيما بينها بشكل عدائي، ورفض ذات مرة منح الموظفين بطاقات نقل عام بهدف تقييد مغادرتهم للمكتب.

### العلاقة مع واشنطن بوست
تعرّض بيزوس في السنوات الأولى من امتلاكه صحيفة واشنطن بوست لاتهامات بإمكانية وجود تضارب في المصالح مع الصحيفة. وقد نفى كلٌّ من بيزوس وهيئة التحرير هذه الاتهامات، مؤكدين أن الصحيفة مستقلة تحريريًا. مع ذلك، تعرّض أسلوبه في التعامل مع موظفي الصحيفة إلى رقابة وانتقاد متزايدين، لا سيما بعد أن وجه أكثر من 400 موظف في الصحيفة عام 2018 رسالة مفتوحة تنتقد تدني الأجور وسوء الامتيازات، وطالبوا بـ«رواتب عادلة، ومزايا تقاعد وإجازات عائلية ورعاية صحية منصفة، وضمان وظيفي معقول». وفي ديسمبر 2023، أضرب نحو 750 موظفًا عن العمل لفترة وجيزة احتجاجًا على خطط لتقليص عدد الموظفين.

### جدل دعم كامالا هاريس
في عام 2024، منع بيزوس هيئة تحرير واشنطن بوست من إعلان دعمها للمرشحة الرئاسية كامالا هاريس، ما أثار موجة انتقادات شديدة. فقد وصف رئيس التحرير السابق مارتن بارون القرار بأنه "موقف جبان ومقلق من مؤسسة اشتهرت بالشجاعة"، محذرًا من أن ذلك سيُعرّض بيزوس لمزيد من الضغط من الرئيس دونالد ترامب. واستقال كلٌّ من الكاتب الكبير روبرت كاغان، والكاتبة ميشيل نوريس، كما وصف المحرر ديفيد مارانيس الصحيفة بأنها "تموت في الظلام". وأصدر عدد من كُتّاب الرأي في الصحيفة مقالًا مشتركًا أدانوا فيه القرار، معتبرينه «خطأً فادحًا»، كما أدانه اتحاد العاملين في الصحيفة. وأدى ذلك إلى إلغاء أكثر من 250 ألف اشتراك (أي حوالي 10% من قاعدة المشتركين)، واستقال ثلاثة أعضاء من هيئة التحرير.
وصف العديد من الكتّاب هذا الموقف بأنه مثال على ما يسميه المؤرخ تيموثي سنايدر بـ«الطاعة الاستباقية»، وهي ظاهرة يلتزم فيها الأفراد أو المؤسسات بالصمت أو الرقابة الذاتية قبل أن تُفرض عليهم. وكان سنايدر نفسه من بين من أدانوا القرار.

### الرقابة في الرأي التحريري
في يناير 2025، استقالت رسامة الكاريكاتير آن تيلناس من واشنطن بوست بعد أن رفضت الصحيفة نشر رسم ساخر ينتقد العلاقة بين المليارديرات الأمريكيين والرئيس ترامب، ووصفت القرار بأنه "خطر على حرية الصحافة". وفي فبراير 2025، أعلن بيزوس أن قسم الآراء في الصحيفة سيقتصر على الآراء التي تدعم الحرّيات الفردية واقتصاد السوق الحر، وأن الآراء المخالفة لن تُنشر بعد الآن. وقد استقال رئيس قسم الآراء في الصحيفة، ديفيد شيبلي، احتجاجًا على هذا التوجّه بعد محاولته إقناع بيزوس بالعدول عنه. وفي غضون يومين من الإعلان، أُفيد بأن أكثر من 75 ألف مشترك رقمي قد ألغوا اشتراكاتهم.

### النفوذ
نظرًا لنفوذه الكبير في مجالات الاقتصاد والإعلام والسياسة، وصف عدد من المعلقين جيف بيزوس بأنه أوليغارشي، أي شخص يتمتع بثروة هائلة تُتيح له التأثير العميق في المؤسسات الديمقراطية والاقتصاد الحر.

## الثروة
طبقا لقائمة فوربس عن أثري أثرياء العالم:
- عام 1999 – 10.1 مليار دولار بترتيب رقم 19
- عام 2000 – 6 مليار دولار بترتيب رقم 55
- عام 2001 – 2 مليار دولار بترتيب رقم 234
- عام 2002 – 1.5 مليار دولار بترتيب رقم 293
- عام 2003 – 2.5 مليار دولار بترتيب رقم 147
- عام 2004 – 5.1 مليار دولار بترتيب رقم 82
- عام 2005 – 4.8 مليار دولار بترتيب رقم 41
- عام 2006 – 4.3 مليار دولار بترتيب رقم 147 (بالمشاركة مع آخرين)
- عام 2006 – 3.6 مليار دولار بترتيب رقم 70 (بالمشاركة مع اثنان)
- عام 2017 – أكثر من 100 مليار دولار بعد ارتفاع سعر أسهم أمازون بـ2.5%[22]

## وصلات خارجية
- جيف بيزوس على موقع IMDb (الإنجليزية)
- جيف بيزوس على موقع الموسوعة البريطانية (الإنجليزية)
- جيف بيزوس على موقع مونزينجر (الألمانية)
- جيف بيزوس على موقع إن إن دي بي (الإنجليزية)
- جيف بيزوس على موقع قاعدة بيانات الفيلم (الإنجليزية)